# Orquesta Filarmónica de Medellín
La Orquesta Filarmónica de Medellín es una orquesta sinfónica profesional con sede en la ciudad de Medellín y una de las 4 orquestas profesionales existentes en Colombia. Fue fundada el 16 de abril de 1983 por su director emérito Alberto Correa Cadavid y por el Estudio Polifónico de Medellín, con el objetivo de estudiar y divulgar la música sinfónica y coral-sinfónica en la ciudad. 
Hoy en día, realiza más de 120 conciertos al año; de los cuales 20 son conciertos populares y didácticos escolares para instituciones educativas de la ciudad y el departamento de Antioquia, colaborando de esta forma a establecer una cultura artística entre los jóvenes. Dichos conciertos se realizan tanto en su sede como en los barrios, universidades, colegios y escuelas de la ciudad. 
Ha realizado junto con el Estudio Polifónico de Medellín más de 35 obras sinfónico-corales incluyendo oratorios, misas, cantatas profanas y óperas. Su repertorio está formado por más de 900 obras de todos los estilos y períodos de la música. Ejecuta música sinfónica de compositores nacionales y antioqueños, ha creado sus versiones orquestales de música colombiana, tango, bolero así como versiones sinfónicas de Queen o los  Beatles.
Declarada patrimonio cultural por el Concejo de Medellín y por la Administración Municipal de la Ciudad y ha recibido innumerables condecoraciones y reconocimientos por parte del Ministerio de Cultura, la Gobernación y la ciudad.

## Discografía
| - Carmina Burana - Queen sinfónico - The Beatles sinfónico - Tango sinfónico - Tango, arte y vida | - Boleros sinfónicos - Ahora le toca a Colombia - Obras maestras del milenio - Música popular colombiana - Suramérica inmenso | - Villancicos tradicionales - Villancicos universales - El Mesías de Händel - Música sacra - La creación de Haydn |

## Reconocimientos
La Orquesta Filarmónica ha recibido numerosos reconocimientos y condecoraciones entre los que se destacan: declarada Patrimonio Cultural de la Ciudad tanto por el Concejo de Medellín, mediante el acuerdo 40 de 2002, como por la Administración Municipal de la ciudad mediante la resolución 115 de 1984. Por su contribución a la difusión de la cultura en Antioquia la Asamblea Departamental condecoró a la institución con la Orden al Mérito Cívico y Empresarial. Por su parte el Congreso de la República de Colombia le otorgó la Orden del Congreso en grado Cruz de Comendador. También el Ministerio de Cultura le otorgó la Orden al Mérito Cultural.
En el año 2016 la Orquesta fue nominada al Latin Grammy en la categoría mejor álbum de tango con el disco Gardel Sinfónico.
En 2021 la orquesta gana el Latin Grammy a Mejor Álbum de Música Latina para Niños por Tú Rockcito Filarmónico y el 2022 gana el premio a la Innovación Classical:Next en Alemania.